# ۶۸۴ (قمری)
۶۸۴ (قمری)، ششصد و هشتاد و چهارمین سال در گاهشماری هجری قمری است. اول محرم این سال برابر با نهم مارس سال ۱۲۸۵ میلادی است.